# Антонио Бараћ
Антонио Бараћ (19. јануар 1997) хрватски је професионални бициклиста рођен у Босни и Херцеговини, који тренутно вози за UCI про тур тим — Коратек—селе Италија. Током јуниорске каријере возио је за Свјетски бициклистички центар, тим за младе возаче који финансира UCI и возио је за Босну и Херцеговину до 2017. када је одлучио да вози за Хрватску због бољих услова. Каријеру је почео 2019. године у тиму Меридијана—камен и прве године је завршио Тур оф Албанију на шестом мјесту и возио је друмску трку]] у оквиру Свјетског првенства, док је 2020. завршио првенство Хрватске у друмској вожњи на трећем мјесту. Године 2022. завршио је првенство Хрватске у друмској вожњи на другом мјесту и првенство у вожњи на хронометар на трећем, након чега је Тур оф Албанију завршио на четвртом и трку кроз Србију на десетом мјесту.
Године 2023. прешао је у италијански про тур тим Коратек, чиме је постао први професионални бициклиста из Босне и Херцеговине који је наступао за неки од тимова из прва два степена UCI ранга.